# Fosfolipid
Fosfolipidi su klasa lipida i značajna komponenta svih ćelijskih membrana. Oni mogu da formiraju lipidne dvoslojeve. Većina fosfolipida sadrži diglicerid, fosfatnu grupu, i jednostavni organski molekul kao što je holin. Jedan izuzetak od ovog pravila je sfingomijelin, koji je formiran od sfingozina umesto glicerola. Prvi fosfolipid identifikovan u biološkim tkivima je bio lecitin, ili fosfatidilholin, u žumancetu. Otkrio ga je 1847. godine francuski hemičar i apotekar Teodor Nikolas Gobli.

## Amfipatični karakter
„Glava“ fosfolipida je hidrofilna (privlači vodu), dok njihov hidrofobni „rep“ odbija vodu. Hidrofilna glava ima negativno naelektrisanu fosfatnu grupu, a može da sadrži i druge polarne grupe. Hidrofobni rep se obično sastoji od dugačkih masno kiselinskih ugljeno vodoničnih lanaca. U vodi, fosfolipidi formiraju više različitih struktura u zavisnosti od specifičnih osobina fosfolipida. Te specifične osobine omogućavaju fosfolipidima da igraju važnu ulogu u fosfolipidnom dvosloju. U biološkim sistemima, fosfolipidi se često javljaju sa drugim molekulima (npr., proteinima, glikolipidima, i holesterolom) u dvosloju kao što je ćelijska membrana. Lipidni dvoslojevi nastaju kad se hidrofobni repovi slože jedni naspram drugih, formirajući membranu sa hidrofilnim glavama na obe strane okrenute ka vodi.

## Tipovi fosfolipida

### Diacilgliceridne strukture
- Fosfatidna kiselina (fosfatidat) (PA)
- Fosfatidiletanolamin (kefalin) (PE)
- Fosfatidilholin (lecitin) (PC)
- Fosfatidilserin (PS)
- Fosfoinozitidi:
  - Fosfatidilinozitol (PI)
  - Fosfatidilinozitol fosfat (PIP)
  - Fosfatidilinozitol bisfosfat (PIP2) i
  - Fosfatidilinozitol trifosfat (PIP3).

### Fosfosfingolipidi
- Keramid fosforilholin (Sfingomijelin)
- Keramid fosforiletanolamin (Sfingomijelin)
- Keramid fosforilglicerol

## Sinteza fosfolipida
Sinteza fosfolipida se odvija u citozolu u okolini ER membrane koja je bogata u proteinima koji učestvuju u sintezi (GPAT i LPAAT acil transferaze, fosfataze i holin fosfotransferaze) i alokacije (flipaze i flopaze). Na kraju vezikule sa fosfolipidima se odvajaju od ER, i prenose se na membrane.